# موراي تورنبول
موراي تورنبول (بالإنجليزية: Murray Turnbull)‏ هو رسام أمريكي، ولد في 1919، وتوفي في 2014.